# Sugar (serie de televisión)
Sugar es una serie de televisión de Apple TV+, desarrollada por Mark Protosevich, protagonizada por Colin Farrell y con Fernando Meirelles como director.

## Premisa
La trama aun sigue en secreto. Lo único que se sabe es que será "una versión contemporánea de la historia del detective privado ambientada en Los Ángeles".

## Elenco

### Principal
- Colin Farrell
- Kirby Howell-Baptiste
- Amy Ryan
- Dennis Boutsikaris
- Álex Hernández
- Lindsay Pulsipher

### Recurrente
- Anna Gunn
- James Cromwell
- Nate Corddry como David Siegel
- Sydney Chandler
- Miguel Sandoval
- Elizabeth Anweis
- Jason Butler Harner
- Massi Furlán como Carlos
- Adrián Martínez

## Producción
En diciembre de 2021 se anunció que Apple TV+ había ganado una guerra de ofertas por los derechos de la serie. En junio de 2022 Colin Farrell se uniría a la serie, cuando se le dio luz verde al proyecto. En agosto del mismo año, Kirby Howell-Baptiste, Amy Ryan, Dennis Boutsikaris, Alex Hernandez y Lindsay Pulsipher se unieron al elenco principal, así como Anna Gunn y James Cromwell. En septiembre, se agregaron al elenco Nate Corddry, Sydney Chandler, Miguel Sandoval, Elizabeth Anweis y Jason Butler Harner.
La producción comenzó en agosto de 2022 y se espera que finalice en otoño.